# علی‌ستار عطاکیشیف
علی‌ستار علی‌اصغر اوغلو عطاکیشیف (ترکی آذربایجانی: Əlisəttar Ələsgər oğlu Atakişiyev; ۲۵ دسامبر ۱۹۰۶ – ۷ نوامبر ۱۹۹۰) فیلم‌بردار فیلمنامه‌نویس و هنرمند اهل اتحاد جماهیر شوروی سوسیالیستی و جمهوری آذربایجان بود.

## جوایز
وی برندهٔ جوایزی همچون نشان پرچم سرخ کار و نشان برجسته افتخار شده‌است.